# Rhopophilus
Rhopophilus es un género de aves paseriformes perteneciente a la familia Sylviidae. Sus dos miembros se encuentran en el este de Asia.

## Especies
El género contiene las siguientes especies:
- Rhopophilus pekinensis - timalí pekinés;
- Rhopophilus albosuperciliaris - timalí del Tarim.